# لی شنگ
لی شنگ (انگلیسی: Lei Sheng؛ زادهٔ ۷ مارس ۱۹۸۴) شمشیرباز اهل چین است.
از فیلم‌ها یا برنامه‌های تلویزیونی که وی در آن نقش داشته‌است می‌توان به فقط قهرمانان اشاره کرد.